# Изет де Форес
Изет де Форес (на унгарски: Izette de Forest, по баща Табор) е американо-унгарски психоаналитик.

## Биография
Изет де Форес се запознава с Дороти Бърлингам чрез своя съпруг Алфред де Форес. В периода 1925 – 1927 и 1929 се подлага на анализа при Шандор Ференци. Дъщеря ѝ Джудит де Форес (също психоаналитик) учи в училището Бърлингам-Розенфелд. През 30-те години Изет де Форест работи в Ню Йорк като психоаналитик и организира дискусионни групи за лаически аналитици. Заедно с Клара Томпсън и Ерих Фром Форес се опитва да изчисти биографията на своя учител Ференци от обвиненията на Ърнест Джоунс в психично заболяване.